# 여계
숭의랑공 여계(崇義郞公 呂稽, ? ~ 1421년)는 조선 전기의 문신이다. 본관은 함양(咸陽). 좌군도총제(左軍都摠制)와 형조판서를 지낸 정평공(靖平公) 여칭(呂稱)의 아들이다. 태종 때에 호조좌랑, 호조참판 등을 역임하였다. 세종 3년에 세상을 떠났으며, 세종 10년(1428년) 에 서울시 구로구 고척동에 묘소를 마련하였다.

## 같이 보기
- 여계 묘역 - 서울특별시 유형문화재 제80호

]